# Teoria fizyczna
Teoria fizyczna – zbiór twierdzeń obejmujący aksjomaty oraz wyprowadzone z nich twierdzenia spójnie opisujące językiem matematycznym obszary rzeczywistości fizycznej zgodne z wynikami pomiarów gromadzonych wcześniej doświadczeń i obserwacji.